# 劳恩迪
劳恩迪（Laundi），是印度中央邦恰塔尔普尔县的一个城镇。总人口29986（2017年）。

## 人口
该地2001年总人口20186人，其中男性10988人，女性9198人；0—6岁人口3193人，其中男1706人，女1487人；识字率61.23%，其中男性为69.34%，女性为51.53%。